# Herbert Howard Snowden Fowler
Herbert Howard Snowden Fowler, kanadski letalski častnik, vojaški pilot in letalski as, * 18. december 1894, Toronto, Ontario, † 26. januar 1962.
Nadporočnik Fowler je v svoji vojaški službi dosegel 6 zračnih zmag.

## Življenjepis
7. decembra 1916 je vstopil v Kraljevo pomorsko zračno službo.
Julija 1917 je bil dodeljen 12. pomorskemu eskadrilji, nato pa je bil 18. avgusta 1917 premeščen k 8. pomorskemu skvadronu.
Tu je s Sopwith Camel dosegel 6 zračnih zmag v letu 1918. Nato so ga poleti odpustili, ko so ugotovili, da je skoraj popolnoma gluh.